# Système d'irrigation de Dujiangyan
Le système d'irrigation de Dujiangyan (chinois simplifié : 都江堰 ; chinois traditionnel : 都江堰 ; pinyin : Dū jiāng yàn ; litt. « barrage (yàn) du fleuve (jiāng) de la métropole (Dū) ») a été conçu au IIIe siècle av. J.-C. par le gouverneur Li Bing (李冰) et son fils Er Lang, pour éviter les inondations provoquées par la rivière Min, et irriguer la plaine de Chengdu. Il fonctionne sans interruption depuis sa création, et continue de se développer. L'ouvrage est également de nos jours un site touristique.

## Histoire
Pendant la période des Royaumes combattants, l'état de Qin prend le contrôle de la région constituant l'État de Shu. Elle est alors pauvre et peu peuplée. La plaine de Chengdu manque d'eau, tandis que la rivière Min, qui dévale du plateau tibétain, provoque des inondations régulières au moment de la fonte des neiges, époque où son débit peut dépasser 5000 m³/s, contre 500 en période de basses eaux. De plus, cette rivière est aussi une voie de communication indispensable pour assurer la circulation des marchandises, des troupes, et des approvisionnements. Un barrage aurait pu permettre de se défendre contre les inondations, mais le transport en aurait été entravé, aussi le gouverneur Li Bing (en fonction à partir de 272 ou 277 Av JC selon les sources) adopte un projet plus ambitieux qui remplit les trois fonctions.
La rivière sera séparée en deux flux par une digue formant une île artificielle. Le flux "intérieur" nourrira le système d'irrigation avec un flux relativement stable et contrôlable d'eau peu chargée en sédiments ; à cet effet des gabions en bambous serviront de filtre. Le flux "extérieur", plus lent dans un chenal plus large et moins profond, charriera les sédiments et absorbera les variations de débit de la rivière. En aval de la prise d'eau d'irrigation le flux intérieur se reconnecte au flux extérieur. L'eau d'irrigation doit passer par un canal creusé dans la montagne.
Le projet reçoit un budget de 100 000 taels, de quoi payer des dizaines de milliers de travailleurs pendant plusieurs années.
Avant de pouvoir lancer le projet, Li Bing dut amadouer les animistes locaux, pour qui la rivière était une divinité. Il le fit en détournant la coutume locale d'offrir une épouse au fleuve : organisant un banquet où une de ses fille devait être l'épouse, il prétendit être offensé du refus de la divinité de l'accepter, organisa un combat où un taureau symbolisait le fleuve, le fit tuer, et proclama avoir ainsi vaincu le fleuve.

## Technique de construction
Grâce à une série de barrages mobiles, une partie des eaux de la rivière Min est dérivée vers un canal qui les conduit vers la plaine de Chengdu. Pour éviter l'accumulation de limon dans le système d'irrigation, une digue a été construite au centre de la rivière. La base de celle-ci fut réalisée après avoir constitué d'énormes gabions faits de bambous. Cette partie du travail pris quatre ans.

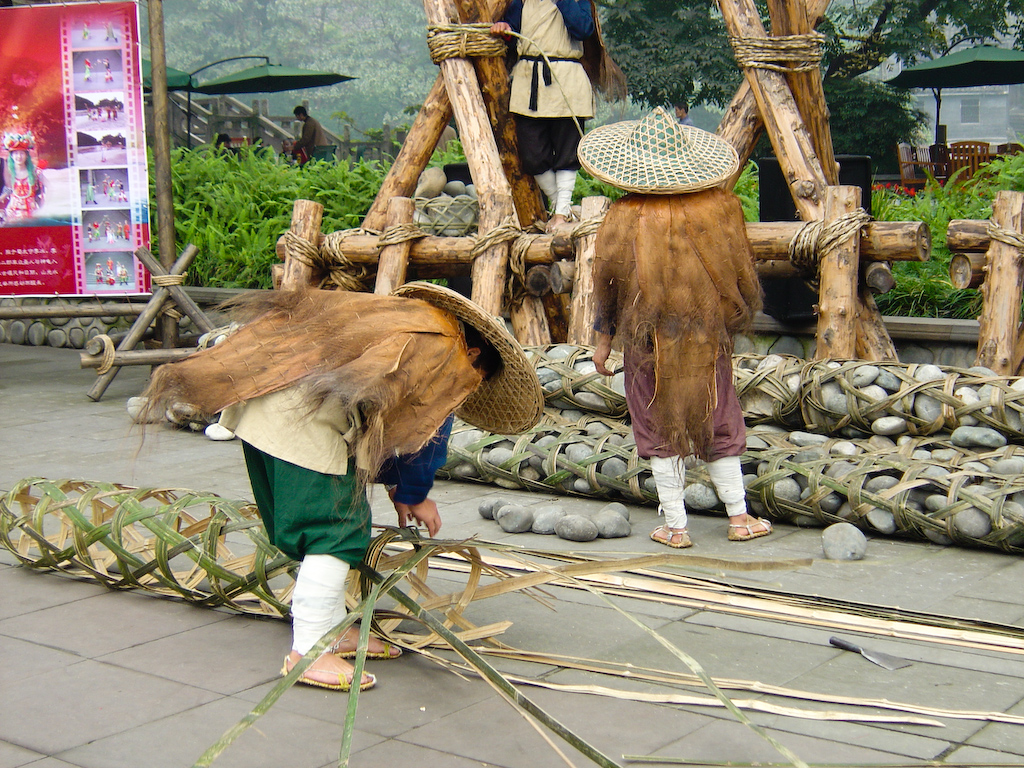
Démonstration de fabrication de gabion en bambou tressé.

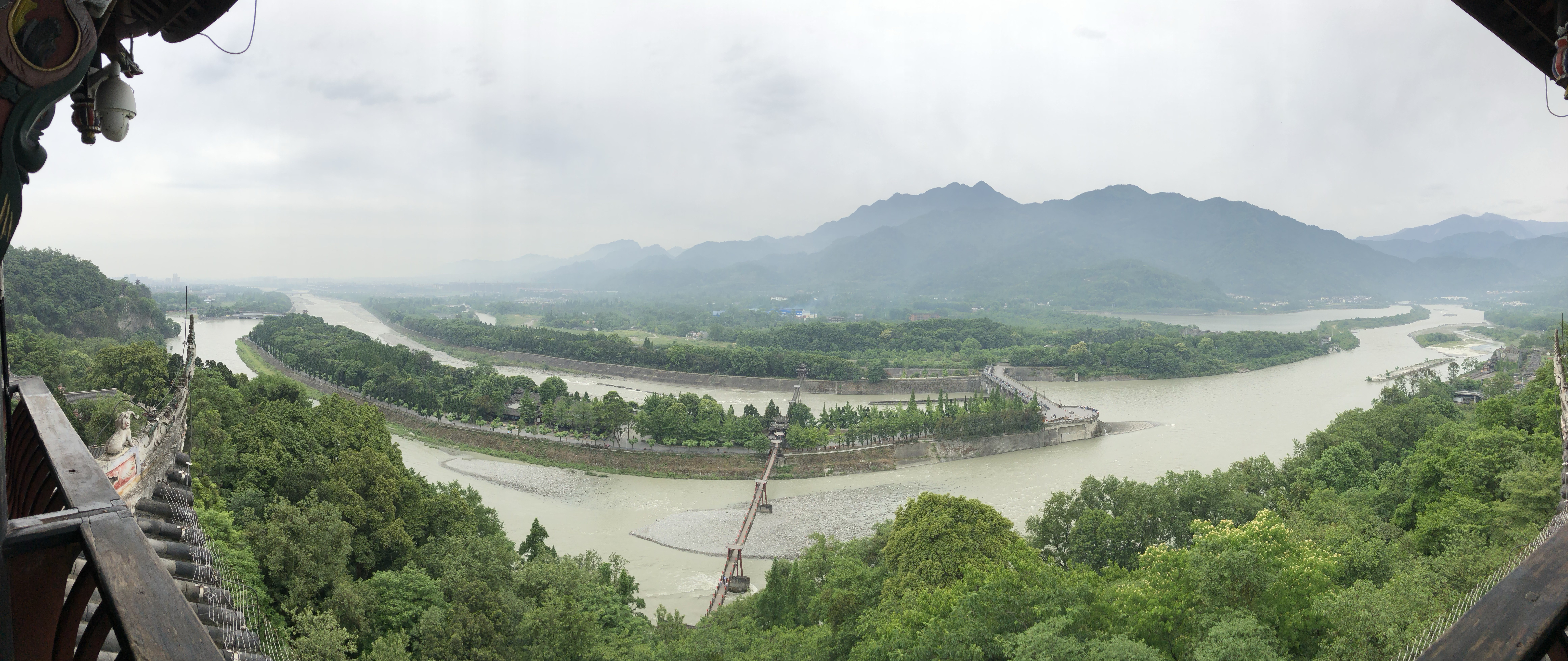
Partage des eaux du Min

Quant au canal d'irrigation, sa construction a nécessité le creusement de la montagne, performance remarquable compte tenu des moyens disponibles à l'époque. Parmi les techniques utilisées, le chauffage et le refroidissement répétés de la roche permettaient de la fracturer et de faciliter son percement. Cette partie du travail pris huit ans.
Conjointement au mont Qingcheng, l'ouvrage a été inscrit sur la liste du patrimoine mondial de l'UNESCO en 2000.